# Palonica nogalana
Palonica nogalana är en insektsart som beskrevs av Ball. Palonica nogalana ingår i släktet Palonica och familjen hornstritar. Inga underarter finns listade i Catalogue of Life.